# كيلينغ تايم
كيلينغ تايم (بالإنجليزية: Killing Time)‏، هي لعبة فيديو أمريكية من نوع تصويب منظور الشخص الأول، وهي من تطوير ونشر 3 دي أو، صدرت اللعبة سنة 1995، وتعمل لمنصات 3 دي أو ومايكروسوفت ويندوز وماكنتوش.